# Estratégia Cloward-Piven
A estratégia Cloward–Piven foi uma proposta delineada nos Estados Unidos  em 1966, pelos sociólogos e ativistas políticos Richard Cloward e Frances Fox Piven, que defendia a sobrecarga do sistema público de bem-estar dos Estados Unidos, a fim de precipitar uma crise que levaria à substituição do sistema de bem-estar por um sistema nacional de "renda anual garantida e, assim, pondo fim à pobreza".
A proposta foi apresentada num texto publicado na revista The Nation. 
“É nosso propósito pôr em ação uma estratégia que forneça a base para uma convergência de organizações... Se essa estratégia for implementada, o resultado será uma crise política que poderá levar a uma legislação que garanta uma renda anual e portanto acabe com a pobreza.” ("The Weight of the Poor: A Strategy to End Poverty", The Nation, 2 de maio de 1966)